# Heinrich Kiliani

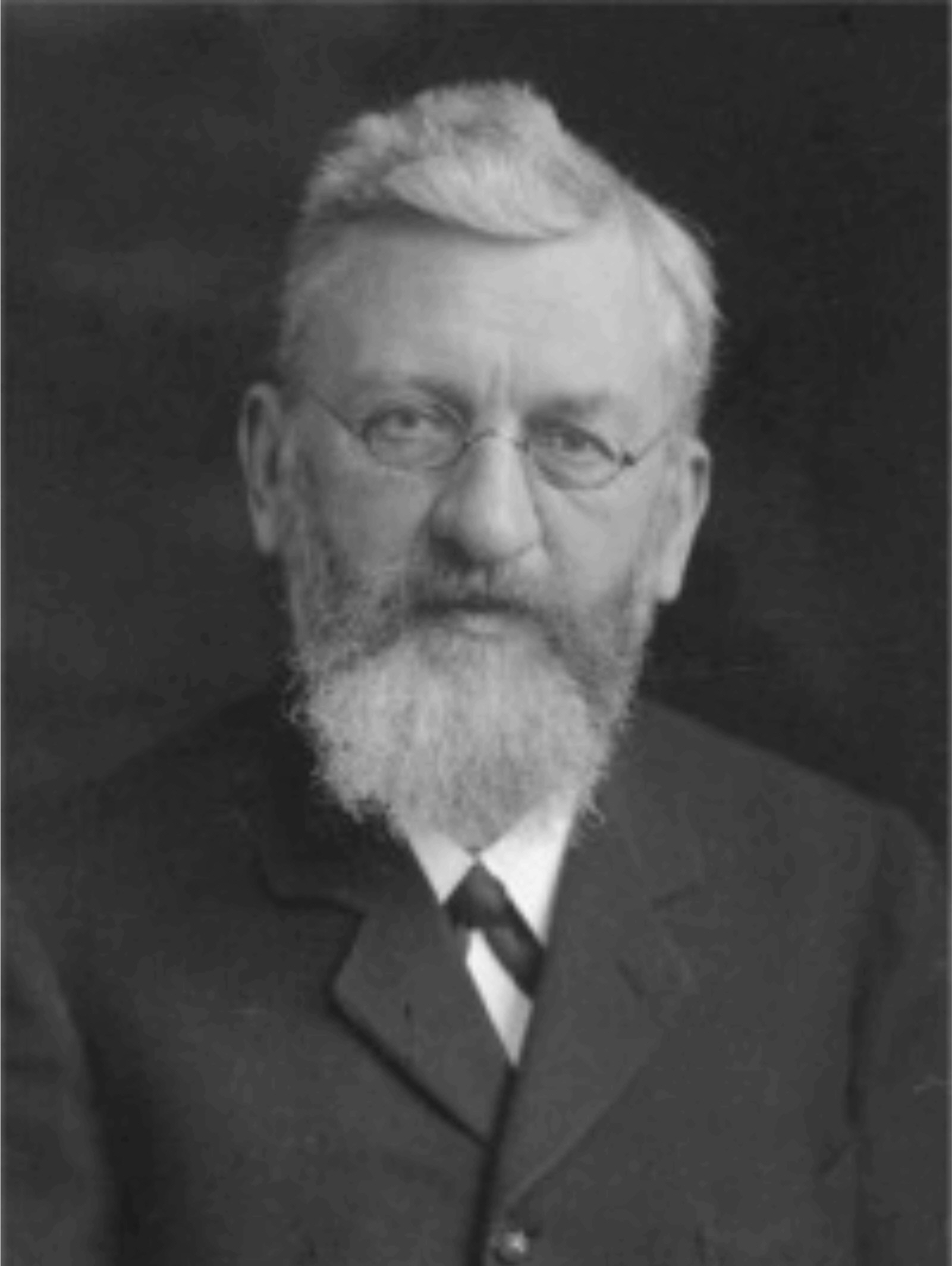
Heinrich Kiliani

Heinrich Kiliani (* 30. Oktober 1855 in Würzburg; † 25. Februar 1945 in Freiburg im Breisgau) war ein deutscher Chemiker.

## Leben und Werk
Nach dem Abitur nahm Kiliani ein Chemiestudium in München auf. Er wurde als akademischer Schüler von Emil Erlenmeyer, 1880 mit der Arbeit Über ein Isolierungsverfahren für Inulin promoviert und habilitierte sich in München. 1892 übernahm er einen Lehrstuhl an der Technischen Hochschule München. Er folgte 1897 einem Ruf an die Universität Freiburg auf einen Lehrstuhl für Medizinische Chemie.
Sein Arbeitsgebiet war besonders die Kohlenhydratchemie, zu der er grundlegende Beiträge lieferte. Ebenso untersuchte er die Inhaltsstoffe der Digitalis. Die Kettenverlängerung von Kohlenhydraten trägt als Kiliani-Fischer-Synthese seinen Namen. Sie ist ein Spezialfall der von ihm entwickelten Cyanhydrinsynthese. Die von ihm entwickelte Nomenklatur für Reaktionen, speziell anorganischer Reaktionen, war in der Zeit um 1900 relativ gebräuchlich.
Sein Bruder Martin Kiliani (1858–1895) war ebenfalls Chemiker und Metallurg und neben Paul Héroult einer der ersten Direktoren der Aluminium-Industrie AG (AIAG, später Alusuisse) in Neuhausen am Rheinfall sowie danach leitender Chemiker der AEG.
1890 wurde Kiliani zum Mitglied der Leopoldina berufen.
Zu seinen Doktoranden gehört der spätere Nobelpreisträger Adolf Windaus.

## Schriften
- Chemisches Praktikum für Mediziner, München: Ackermann, 3. Auflage 1914
- mit Wilhelm von Miller: Kurzes Lehrbuch der Analytischen Chemie, München: Ackermann 1884, 2. Auflage 1891